# Takeshi Kuwahara
Takeshi Kuwahara (桑原 剛 Kuwahara Takeshi?, nacido el 10 de mayo de 1985 en Fukuoka) es un exfutbolista japonés. Jugaba de centrocampista y su último club fue el Fukushima United FC de Japón.

## Trayectoria

### Clubes
| Club                | País  | Año         |
| ------------------- | ----- | ----------- |
| Consadole Sapporo   | Japón | 2004 - 2005 |
| Mito HollyHock      | Japón | 2006        |
| Thespa Kusatsu      | Japón | 2007        |
| Fukushima United FC | Japón | 2008 - 2009 |